# Lijst van wijken van Antwerpen
Dit is een overzicht van wijken van de Belgische stad Antwerpen.

## Historische wijken
- Dambrugge
- De Leien ook wel den Boulevard genoemd of de historische wijk de Leien
- Expowijk op het Zuid naar de expo in 1885 en 1894
- ’t Faboert is een officieuze, niet nader te bepalen buurt in Antwerpen in het verleden. Het is afkomstig van het Franse woord “Faubourg” wat voorstad betekent.

Het woord  ‘Faubourg’ werd in het Antwerpse dialect omgezet tot Faboert.
Omdat de benaming mondgemeen werd overgedragen zijn er dus meerdere plaatsbepalingen mogelijk. Officieel heeft er dus nooit een ‘Faboert’ bestaan. Weliswaar waren de ‘Faboerten’ gesitueerd in Antwerpen-noord.
Er zijn verschillende verklaringen voor het gebruik van het woord:
1)	Een buurt waar vele Fransen zich zijn komen vestigen
2)	Een buurt die gelijkgesteld werd met een voorstad (Dambrugge).
- Kipdorp, ontstond als faubourg tussen de Wijngaardpoort en Kipdorppoort
- Klapdorp, ontstond als faubourg tussen de Koepoort en Rodepoort
- Nieuwstad, van Gilbert van Schoonbeke, later opgegaan in Eilandje
- Oever, ontstond als faubourg tussen Sint-Janspoort en Sint-Michielsabdij
- Veemarkt
- Vismarkt

## DistrictAntwerpen
Zie ook Wijken in het district Antwerpen
Het district Antwerpen wordt onderverdeeld in 22 wijken, die soms nog uiteenvallen in verschillende deelwijken. Op een wijk na, vallen ze in dit district alle onder de noemer Antwerpen intra muros, waarbij het gebied afgezoomd tussen Schelde en Singel (Ring) wordt aangeduid.

### tussen Schelde en Leien
- Historisch Centrum
- Meir
- Schipperskwartier
- Sint-Andries
- Theaterbuurt of Quartier Latin
- Universiteitsbuurt
- Zuid - Museum of Het Zuid

### tussen Leien en Ring
- Antwerpen-Noord : Amandus - Atheneum en Stuivenberg
- Brederode
- Centraal Station : Diamant, Kievitwijk en Statiekwartier
- Dam
- Eilandje
- Haringrode
- Harmonie
- Kiel
- Luchtbal
- Markgrave
- Middelheim
- Stadspark
- Tentoonstellingswijk
- Zurenborg

### over de Schelde
- Linkeroever

## DistrictBerchem
- Groenenhoek
- Nieuw-Kwartier
- Oud-Berchem

## DistrictBerendrecht-Zandvliet-Lillo
- Polder
- Fort Lillo

## DistrictBorgerhout
- Borgerhout extra muros
- Borgerhout intra muros

## DistrictDeurne
- Deurne-Centrum
- Deurne-Oost
- Deurne-Noord
- Deurne-Zuid

## DistrictEkeren
- Ekeren-Centrum
- Ekeren-Donk
- Ekeren-Leugenberg
- Ekeren-Mariaburg
- Ekeren-Rozemaai
- Ekeren-Schoonbroek

## DistrictHoboken
- Hoboken-Centrum
- Hoboken-Noord
- Hoboken-West
- Hoboken-Zuidoost

## DistrictMerksem
- Lambrechtshoeken
- Merksemheide
- Nieuwdreef
- Oud-Merksem
- Tuinwijk

## DistrictWilrijk
- Wilrijk-Centrum
- Hoogte
- Koornbloem-Neerland-Industrie
- Oosterveld-Elsdonk
- Valaar

## Buurten (officieuze wijken)

### DistrictAntwerpen
- Amandus - Atheneum
- Diamant
- Joods kwartier
- Kievitwijk
- Klein-Antwerpen of Quartier Léopold
- Luchtbal
- Rozemaai
- Schoonbroek
- Seefhoek
- Sint-Andries kwartier
- Statiekwartier
- Stuivenberg
- Zurenborg

### DistrictBerchem
- Den Helder
- Gitschotel (buurtschap)
- Pulhof
- Oud-Berchem

### DistrictBorgerhout
- Gitschotel (buurtschap)

### DistrictDeurne
- Boekenberg - Unitas
- Boterlaar - Silsburg
- Conforta
- Deurne-Dorp - Expo
- Drakenhof - Langbaanvelden
- Driekoningen
- Eksterlaar
- Ertbrugge
- Gallifort - Ter Rivieren
- Industriegebied Kruininge-Bremweide
- Bosuil
- Kriekenhof
- Kronenburg
- Menegem
- Morckhoven - Rivierenhof
- Muggenberg - Arena
- Sportpaleis, genoemd naar het Sportpaleis
- Ten Eekhove
- Venneborg
- Vliegveld
- Wim Saerens
- Zwarte Arend - Ruggeveld

### DistrictHoboken
- Hertog van Brabant
- Hertogvelden
- Moretusburg
- Polderstad
- Vogeltjeswijk
- Zwaantjes

### DistrictMerksem
- Duivelshoek
- IJskelder
- Keizershoek

### DistrictWilrijk
- Valaar
- Duivelshoek
- Elsdonk
- Groenenhoek
- Koornbloem
- Neerland
- Oosterveld